# 安岡忠重
安岡 忠重（やすおか ただしげ）は、平安時代から鎌倉時代にかけての伊勢平氏の武将。平忠正の子と伝わる。幼名は千壽丸、別名は平馬太郎。
父である平忠正が保元の乱に敗れ、大和国宇智郡安岡莊にて母方の祖父である安岡右兵衛佐頼重に保護される。
寿永元年（1182年）、安岡莊を出て土佐国室戸市吉良川に移り、香美郡の夜須七郎行宗の女を娶り、吉良川城を居城として付近を従えた。